# Агунг (султан)
Чакракусума Нгабдуррахман Агунг (1593, Кудус — 1645, Имогири) — третий султан государства Матарам (Центральная Ява) в 1613—1645 годах. Национальный герой Индонезии.
Умелый военачальник, он завоевал ряд соседних государств, расширил и укрепил своё государство, создав великую территориально и военно мощную державу.

## Биография

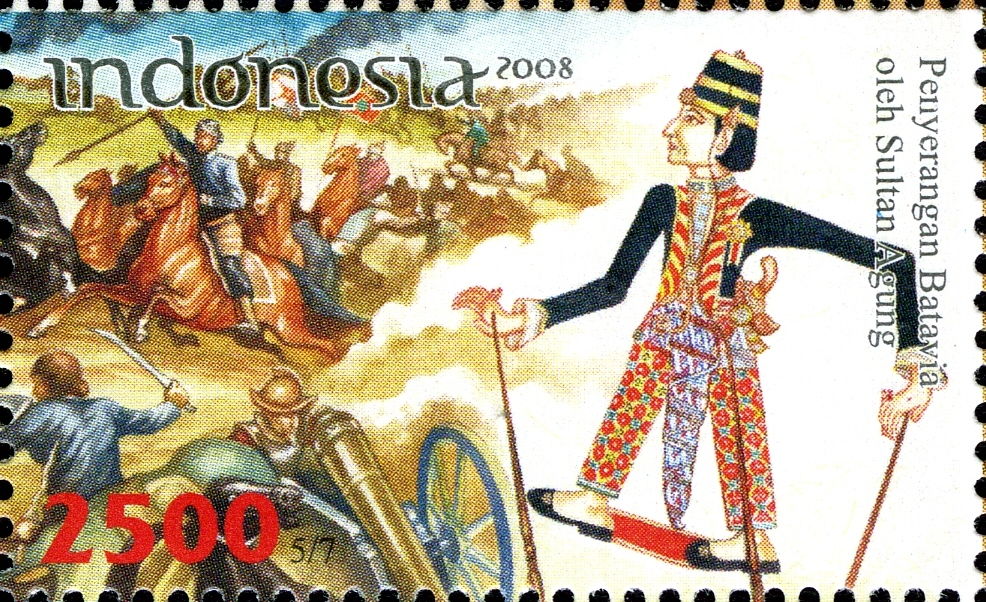
Почтовая марка Индонезии 2008 г., посвящённая султану Агунгу в сражении за Батавию

В период интенсивной голландской экспансии на о. Яве стремился возродить империю Маджапахит. Голландская Ост-Индская компания препятствовала объединению Явы под властью Агунга, в войнах с ней в 1628—1629 гг. его войска потерпели поражение.
Однако в результате войн он подчинил Центральную и Восточную Яву, о. Мадура,
Джамби (Суматра), города Палембанг, Сукадану и Банджармасин (Калимантан), стали его вассалами. Переселил население прибрежных районов в столицу Суракарту.
В 1624 году принял титул сусухунана, в 1641 году — титул султана. Участвовал в осаде Батавии в 1628 и 1629 гг.
В 1641 году ввёл Исламский календарь. Провёл ряд реформ в управлении государством: ввёл импортные пошлины, налог на торговцев и владельцев рисовых полей; передачу уголовных дел и дел по вопросам наследования мусульманскому духовенству.
При султане Агунге Матарам достиг наивысшего могущества. Объединение им Явы при наличии угрозы голландского завоевания носило прогрессивный характер.
Султан Агунг (в буквальном переводе — «Великий султан» или «Величественный султан») является объектом значительного количества книг, мифов и легенд из-за его роли, как одного из самых знаменитых яванских правителей, борца с вторжением голландской Ост-Индской компании и завоевателя.
Султан Агунг был назван «Великим султаном» или «Величественным султаном» только после его смерти. Ранее правитель носил ряд яванских титулов: Пангеран («принц, лорд») и Панембахан и Сусухунан (оба означающие «почётный лорд»), получив титул «султана» только в 1641 году. Тем не менее, во всех яванских источниках и в исторической литературе он упоминается, как «султан Агунг».
Похоронен на королевском кладбище Имогири примерно в 15 километрах к югу от Джокьякарты.